# پتی مالت
پتی مالت مادر (جاستین بیبر) همسر سابق جرمی بیبر است که نقش اصلی را در موفقیت جاستین داشته است. زمانی که جاستین بچه بود او با اشتراک گذاشتن ویدیو های جاستین در یوتیوب، باعث معروفیت او شد.
مالت در ۱۸ سالگی جاستین را باردار شد؛ هنگامی که جاستین ۲ سال داشت پدر و مادرش از هم جدا شدند مالت به تنهایی جاستین را بزرگ کرد و با حقوق کمی که داشت توانست جاستین بیبر را بزرگ کند.